# Affaire du Saint Enfant de La Guardia
Le Saint Enfant de La Guardia (Santo Niño de La Guardia) est la prétendue victime d'un « meurtre rituel » dit pratiqué par des Juifs et des conversos (Juifs convertis au catholicisme), à la fin des années 1480 dans la localité de La Guardia (Province de Tolède). En raison de ce meurtre, plusieurs Juifs et nouveaux convertis ont été inculpés, condamnés par l'Inquisition et brûlés vifs à Ávila le 16 novembre 1491.
Certains documents du procès ont été conservés (et tout particulièrement, l'interrogatoire complet de l'un des accusés, Yucef Franco) et révèlent de multiples irrégularités, ainsi que l'absence de preuves tangibles de l'existence même du crime. La majorité des historiens actuels considèrent que le procès était uniquement destiné à créer un climat antisémite afin de permettre un meilleur accueil par la population du décret d'expulsion des Juifs, qui sera promulgué quelques mois plus tard, en mars 1492.
Pendant tout le XVIe siècle, une légende hagiographique s'est développée à propos du Saint Enfant, dont le culte continue d'être célébré à La Guardia.

## Le procès
Selon les documents en notre possession, les premières arrestations ne sont pas le résultat de l'investigation d'un crime quelconque. Apparemment, aucun cadavre n'a été découvert et aucune disparition d'enfant n'est signalée. Les premiers détenus sont des judéoconversos (juifs convertis) accusés uniquement de cryptojudaïsme et de continuer à pratiquer la religion juive. Ce n'est que pendant les interrogatoires pratiqués en prison que se façonne l'idée de les accuser de « crime rituel ».
En juin 1490, on arrête à Astorga un converti dénommé Benito García, cardeur ambulant, natif du village de La Guardia. Il est conduit devant Pedro de Villada, vicaire général de l'évêché d'Astorga pour être interrogé. La confession de Benito García en date du 6 juin 1490 a été conservée. Il en découle qu'il est accusé uniquement de pratique judaïsante. L'accusé explique dans ce document que cinq ans auparavant (en 1485), il était secrètement revenu à la religion juive, encouragé par un autre converti, aussi de La Guardia, Jean de Ocaña, et par un Juif de la localité proche de Tembleque, dont le nom de famille est Franco.
Yucef Franco, dont le nom est mentionné par Benito García est un cordonnier ou selon Émile de Molenès, ledit Jucé Franco est simple commis. Il est aussitôt arrêté par l'Inquisition. Il se trouve en prison à Ségovie le 19 juillet 1490, quand, après s'être senti malade, il est visité par un médecin, Antonio d'Avila. Yucef demande au médecin la venue d'un rabbin. Au lieu du rabbin, le médecin se présente pour sa seconde visite accompagné du moine Alonso Enríquez, déguisé en Juif et se faisant appelé Abrahán. Le prisonnier, en utilisant quelques mots d'hébreu, demande au faux rabbin d'entrer en relation avec le rabbin de Castille, Abraham Seneor, pour l'informer qu'il se trouve actuellement en prison pour la mort (mitá) d'un garçon (nahar) que l'on a utilisé à la façon de cet homme (otohays, euphémisme pour désigner Jésus-Christ). Lors de la deuxième visite effectuée par les deux hommes, Yucef ne fait plus aucune allusion à cette affaire.
Les déclarations ultérieures d'Yucef impliquent d'autres Juifs et convertis. Le 27 août 1490, l'inquisiteur général, Tomás de Torquemada, donne l'ordre de transférer les prisonniers de Ségovie à Avila pour y être jugés. Tous les prisonniers transférés sont impliqués dans l'affaire: les conversos Alonso Franco, Lope Franco, García Franco, Juan Franco, Juan de Ocaña et Benito García tous habitant dans le même quartier de La Guardia, le Juif Yucef Franco de Tembleque et le Juif Mose Abenamías de Zamora.
Les accusations portées sont dans l'ordre : l'hérésie et l'apostasie, puis des crimes contre la foi catholique.
Les inquisiteurs chargés du procès sont Pedro de Villada (le même qui avait interrogé en juin 1490 le converti Benito García); Juan López de Cigales, inquisiteur de Valence depuis 1487; et le frère Fernando de Santo Domingo. Tous sont des hommes de confiance de Torquemada. De plus, le frère Fernando de Santo Domingo avait écrit auparavant le prologue d'un petit opuscule antisémite très répandu. Le procès contre le Juif Yucef Franco commence le 17 décembre 1490. Il est accusé d'avoir essayé d'attirer au judaïsme des convertis, ainsi que d'avoir participé à la crucifixion rituelle d'un enfant chrétien un Vendredi saint.
Avant le procès, les inquisiteurs ont déjà obtenu les confessions de Benito García et d'Yucef Franco. Selon Baer, « il semble que les accusés aient partiellement confessé leurs fautes, en se chargeant les uns les autres, sous la torture et contre la promesse fallacieuse, donnée par l'Inquisition, de retrouver leur liberté ». 
Quand l'accusation est lue au procès, Yucef Franco s'écrie que c'est la « plus grande fausseté du monde ». Les confessions de cet inculpé, obtenues sous la torture ont été conservées. Au début, il n'est fait référence qu'aux conversations dans la prison entre Yucef Franco et Benito García qui l'incriminent de pratiques judaïsante, et ce n'est que par la suite qu'il est fait mention de sorcellerie pratiquée environ quatre années auparavant (en 1487, semble-t-il) et pour laquelle auraient été utilisés une hostie consacrée, volée dans l'église de La Guardia, et le cœur d'un enfant chrétien. Les déclarations suivantes d'Yucef Franco donnent plus de détails sur le sujet, en incriminant surtout Benito García. Les déclarations de ce dernier ont aussi été conservées. Obtenues sous la torture, elles sont en contradiction avec celle de Franco. Or lors d'une confrontation réalisée entre Yucef Franco et Benito García, le 12 octobre ; il est indiqué dans le protocole de la rencontre que les déclarations sont concordantes, ce qui est surprenant, car les déclarations antérieures étaient contradictoires.
En octobre, l'un des inquisiteurs, frère Fernando de San Esteban, se déplace à Salamanque et au couvent de San Esteban où il a des entretiens avec quelques juristes et théologiens experts, pour estimer la culpabilité des accusés. Lors de la phase finale du procès, les témoignages deviennent publics, et Yucef Franco essaye sans succès de les réfuter. Les dernières déclarations de Franco, obtenues en novembre à nouveau sous la torture, rajoutent de nombreux détails aux faits : selon Baer, la plupart de ces détails trouvent clairement leur origine dans la littérature antijudaïque.
Le 16 novembre, tous les inculpés sont remis au bras séculier et brûlés au Brasero de la Dehesa (Bûcher du Pâturage), à Avila. Huit personnes sont exécutées : deux Juifs, Yucef Franco et Moshe Abenamias, et six convertis, Alonso, Lope, Garcia et Jean Franco, Jean de Ocaña et Benito García. Comme c'est la coutume, les sentences sont lues dans le même autodafé. Celles de Yucef Franco et de Benito García ont été conservées.
Les biens confisqués aux inculpés servent à financer la construction du monastère de Saint Thomas d'Avila, qui sera achevé le 3 août 1493.

## La légende

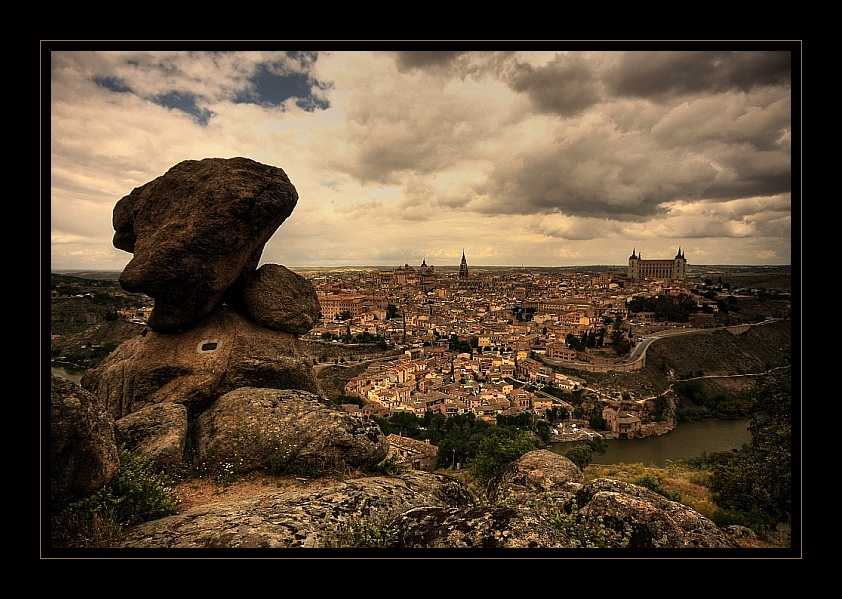
Vue de Tolède

Dans le courant du XVIe siècle, la légende se répand que la mort du Saint Enfant est semblable à celle du Christ, et trouve même des similitudes entre la topographie du village de Tolède où se seraient déroulés les faits et la campagne autour de Jérusalem, où le Christ est mort.
En 1569; Sancho Busto de Villegas, membre du Conseil Général de l'Inquisition (la "Suprême") et gouverneur de l'archevêché de Tolède (par la suite évêque d'Avila) écrit, à partir des documents du procès, conservés aux archives du tribunal de Valladolid, une Relation autorisée du martyre du Saint Innocent qui sera déposée aux archives municipales de la ville de La Guardia.
En 1583, est publiée L'Histoire de la mort et le martyre glorieux du Saint Innocent de La Guardia, œuvre du frère Rodrigo de Yepes. En 1720, une autre œuvre hagiographique apparaît à Madrid, L'Histoire de l'Innocent trinitaire, le Saint Enfant de la Guardia, œuvre de Jacques Martínez Abad, et en 1785, le prêtre d'une localité tolédane, Martin Martínez Moreno publie son Histoire du martyre du Saint Enfant de la Guardia.
La légende se construit à partir de tous ces apports successifs et consolide la thèse que certains conversos, après avoir assisté à un autodafé à Tolède, planifient de se venger des inquisiteurs à l'aide de la sorcellerie. Pour faire leurs sortilèges, ils ont besoin d'une hostie consacrée et du cœur d'un enfant innocent. Juan Franco et Alonso Franco auraient séquestré l'enfant près de la Puerta del Perdón (Porte du Pardon) de la cathédrale de Tolède et le transportent à La Guardia. Là, le jour du Vendredi Saint, ils simulent un jugement. Toujours d'après la légende, l'enfant se prénomme Cristóbal (Christophe) et dans d'autres versions Juan (Jean), malgré le fait qu'aucun cadavre n'est jamais été trouvé. Il serait le fils d'Alonso de Pasamonte et de Juana la Guindera. Il est alors fouetté, couronné d'épines et crucifié, de la même façon que Jésus-Christ dans la Passion. Puis ils lui arrachent le cœur dont ils ont besoin pour leurs sortilèges. Au moment de la mort de l'enfant, sa mère, qui était aveugle, recouvre miraculeusement la vue.
Après lui avoir donné une sépulture, les assassins volent une hostie consacrée. Benito García se rend à Zamora en emportant l'hostie et le cœur, pour obtenir l'aide d'autres coreligionnaires pour réaliser ses sortilèges. Mais il est arrêté à Avila à cause du rayonnement émis par l'hostie consacrée que le converso a cachée entre les pages d'un livre de prières. Grâce à sa confession, les autres complices du crime sont arrêtés. Après la mort supposée du Saint Enfant, quelques guérisons miraculeuses lui sont s'attribuées.
L'hostie consacrée est conservée au monastère dominicain de Saint Thomas à Avila. Quant au cœur et au corps de l'enfant, ils auraient miraculeusement disparu, ce qui laisse supposer que comme le Christ, l'enfant aurait ressuscité.

## La légende dans l'art et dans la littérature
Rodrigo de Yepes mentionne qu'un retable, aujourd'hui disparu, se trouvait dans l'ermitage du Saint Enfant à La Guardia. Commandé par l'archevêque de Tolède, Alonso de Fonseca, il représentait les scènes de l'enlèvement, de l'accusation, de la flagellation et de la crucifixion de l'enfant, ainsi que celles de l'arrestation et de l'exécution de ses assassins. Dans la partie centrale du retable, étaient représentées la crucifixion et l'extraction du cœur de l'enfant.
Une peinture de la deuxième moitié du XVIe siècle illustrant les mêmes scènes est conservée aux archives historiques nationales (es) de Madrid, et témoigne de l'ancienneté du culte du Saint Enfant de La Guardia.
Dans l'entrée dénommée du Mollete de la Cathédrale de Tolède , se trouve encore aujourd'hui une fresque attribuée à Bayeu, représentant la crucifixion du Saint Enfant de la Guardia. Malheureusement, l'humidité et l'exposition aux intempéries ont favorisé la dégradation de la peinture.
Lope de Vega a écrit une œuvre intitulée L'enfant innocent de La Guardia en s'inspirant de la légende du Saint Enfant (très probablement de l'œuvre du frère Rodrigo de Yepes). Cette œuvre, particulièrement cruelle pour une pièce de théâtre du Siècle d'or espagnol, montre dans son dernier acte, le martyre de l'enfant. Elle a été imitée par José de Cañizares, auteur de Une image vivante du Christ: le Saint Enfant de la Ville de la Guardia.
La mort du Saint Enfant de la Guardia a été utilisée comme argument pour exiger la pureté du sang pour les aspirants à entrer dans les ordres dans l'archidiocèse de Tolède, aussi pour argumenter en faveur de l'expulsion des Juifs d'Espagne, l'année suivante.